# The Hand of the Law (film 1915)
The Hand of the Law è un cortometraggio muto del 1915 diretto da Edward C. Taylor.

## Produzione
Il film fu prodotto dalla Edison Company.

## Distribuzione
Distribuito dalla General Film Company, il film - un cortometraggio in tre bobine - uscì nelle sale cinematografiche degli Stati Uniti il 17 dicembre 1915.